# 阿什利山
54°7′S 37°21′W / 54.117°S 37.350°W
阿什利山（英語：Mount Ashley），是南極洲的山峰，位於南喬治亞群島，處於格魯斯冰川和盧卡斯冰川之間的島嶼灣以南，海拔高度1,155米，由英國海外領土管轄。